# Anna E. Kubiak
Anna E. Kubiak – polska socjolog, doktor habilitowana nauk humanistycznych, profesor Instytutu Filozofii i Socjologii Polskiej Akademii Nauk. Obszary zainteresowań: tanatologia, bioetyka, eutanazja/śmierć asystowana, biopolityka, bioekonomia, studia nad traumą i pamięcią, Czwarty Wiek starzejących się społeczeństw, i antropologia/socjologia wizualna.

## Życiorys
W 1987 ukończyła studia na kierunku antropologia kultury na Uniwersytecie Warszawskim i otrzymała tytuł magistra. Została zatrudniona w Instytucie Nauk o Zarządzaniu PAN. W 1995 uzyskała w Instytucie Filozofii i Socjologii PAN stopień naukowy doktora nauk humanistycznych. W tym samym instytucie w 2006 nadano jej stopień doktora habilitowanego nauk humanistycznych. W 2019 została profesorem nadzwyczajnym w Polskiej Akademii Nauk.

## Publikacje książkowe
- Delicje i Lewa Ręka Kryszny. Kreacja i ewolucja ruchu Hare Kryszna w Polsce, IFiS PAN, Warszawa 1997
- Jednak New Age, Santorski & Co., Warszawa 2005
- Nostalgia i inne tęsknoty, Oficyna Wydawnicza Stopka, Łomża 2007
- Inne śmierci. Antropologia umierania i żałoby w późnej nowoczesności, Universitas, Kraków 2014
- Pogrzeby to nasze życie, IFiS PAN, Warszawa 2015
- Społeczne i kulturowe reprezentacje śmierci, Nomos, Kraków 2015[1]